# Eleições presidenciais portuguesas de 2001 nos Açores
| Eleições presidenciais portuguesas de 2001 Distritos: Aveiro \| Beja \| Braga \| Bragança \| Castelo Branco \| Coimbra \| Évora \| Faro \| Guarda \| Leiria \| Lisboa \| Portalegre \| Porto \| Santarém \| Setúbal \| Viana do Castelo \| Vila Real \| Viseu \| Açores \| Madeira \| Estrangeiro |

## Resultados por Concelho
Os resultados nos concelhos da Região Autónoma dos Açores foram os seguintes:

### Angra do Heroísmo
| Candidato               | Candidato                  | Votos  | %               |
| ----------------------- | -------------------------- | ------ | --------------- |
|                         | Jorge Sampaio              | 6 995  | 62,89 / 100,00  |
|                         | Joaquim Ferreira do Amaral | 3 614  | 32,49 / 100,00  |
|                         | Fernando Rosas             | 276    | 2,48 / 100,00   |
|                         | António Garcia Pereira     | 128    | 1,15 / 100,00   |
|                         | António Abreu              | 110    | 0,99 / 100,00   |
| Votos Inválidos         | Votos Inválidos            | 201    | 1,77 / 100,00   |
| Total                   | Total                      | 11 324 | 100,00 / 100,00 |
| Eleitorado/Participação | Eleitorado/Participação    | 28 250 | 40,08 / 100,00  |

### Calheta
| Candidato               | Candidato                  | Votos | %               |
| ----------------------- | -------------------------- | ----- | --------------- |
|                         | Joaquim Ferreira do Amaral | 796   | 51,26 / 100,00  |
|                         | Jorge Sampaio              | 687   | 44,24 / 100,00  |
|                         | Fernando Rosas             | 30    | 1,93 / 100,00   |
|                         | António Garcia Pereira     | 28    | 1,80 / 100,00   |
|                         | António Abreu              | 12    | 0,77 / 100,00   |
| Votos Inválidos         | Votos Inválidos            | 20    | 1,27 / 100,00   |
| Total                   | Total                      | 1 573 | 100,00 / 100,00 |
| Eleitorado/Participação | Eleitorado/Participação    | 3 512 | 44,79 / 100,00  |

### Corvo
| Candidato               | Candidato                  | Votos | %               |
| ----------------------- | -------------------------- | ----- | --------------- |
|                         | Jorge Sampaio              | 92    | 48,42 / 100,00  |
|                         | António Garcia Pereira     | 63    | 33,16 / 100,00  |
|                         | Joaquim Ferreira do Amaral | 34    | 17,89 / 100,00  |
|                         | Fernando Rosas             | 1     | 0,53 / 100,00   |
|                         | António Abreu              | 0     | 0,00 / 100,00   |
| Votos Inválidos         | Votos Inválidos            | 6     | 3,06 / 100,00   |
| Total                   | Total                      | 196   | 100,00 / 100,00 |
| Eleitorado/Participação | Eleitorado/Participação    | 341   | 57,48 / 100,00  |

### Horta
| Candidato               | Candidato                  | Votos  | %               |
| ----------------------- | -------------------------- | ------ | --------------- |
|                         | Jorge Sampaio              | 2 770  | 58,24 / 100,00  |
|                         | Joaquim Ferreira do Amaral | 1 685  | 35,43 / 100,00  |
|                         | António Abreu              | 106    | 2,23 / 100,00   |
|                         | Fernando Rosas             | 106    | 2,23 / 100,00   |
|                         | António Garcia Pereira     | 89     | 1,87 / 100,00   |
| Votos Inválidos         | Votos Inválidos            | 85     | 1,75 / 100,00   |
| Total                   | Total                      | 4 841  | 100,00 / 100,00 |
| Eleitorado/Participação | Eleitorado/Participação    | 11 675 | 41,46 / 100,00  |

### Lagoa
| Candidato               | Candidato                  | Votos | %               |
| ----------------------- | -------------------------- | ----- | --------------- |
|                         | Jorge Sampaio              | 2 222 | 73,09 / 100,00  |
|                         | Joaquim Ferreira do Amaral | 690   | 22,70 / 100,00  |
|                         | Fernando Rosas             | 60    | 1,97 / 100,00   |
|                         | António Garcia Pereira     | 37    | 1,22 / 100,00   |
|                         | António Abreu              | 31    | 1,02 / 100,00   |
| Votos Inválidos         | Votos Inválidos            | 61    | 1,97 / 100,00   |
| Total                   | Total                      | 3 101 | 100,00 / 100,00 |
| Eleitorado/Participação | Eleitorado/Participação    | 9 859 | 31,45 / 100,00  |

### Lajes das Flores
| Candidato               | Candidato                  | Votos | %               |
| ----------------------- | -------------------------- | ----- | --------------- |
|                         | Jorge Sampaio              | 399   | 61,67 / 100,00  |
|                         | Joaquim Ferreira do Amaral | 197   | 30,45 / 100,00  |
|                         | António Abreu              | 29    | 4,48 / 100,00   |
|                         | Fernando Rosas             | 13    | 2,01 / 100,00   |
|                         | António Garcia Pereira     | 9     | 1,39 / 100,00   |
| Votos Inválidos         | Votos Inválidos            | 19    | 2,85 / 100,00   |
| Total                   | Total                      | 666   | 100,00 / 100,00 |
| Eleitorado/Participação | Eleitorado/Participação    | 1 265 | 52,65 / 100,00  |

### Lajes do Pico
| Candidato               | Candidato                  | Votos | %               |
| ----------------------- | -------------------------- | ----- | --------------- |
|                         | Jorge Sampaio              | 1 166 | 61,66 / 100,00  |
|                         | Joaquim Ferreira do Amaral | 663   | 35,06 / 100,00  |
|                         | Fernando Rosas             | 28    | 1,48 / 100,00   |
|                         | António Garcia Pereira     | 23    | 1,22 / 100,00   |
|                         | António Abreu              | 11    | 0,58 / 100,00   |
| Votos Inválidos         | Votos Inválidos            | 25    | 1,30 / 100,00   |
| Total                   | Total                      | 1 916 | 100,00 / 100,00 |
| Eleitorado/Participação | Eleitorado/Participação    | 4 407 | 43,48 / 100,00  |

### Madalena
| Candidato               | Candidato                  | Votos | %               |
| ----------------------- | -------------------------- | ----- | --------------- |
|                         | Jorge Sampaio              | 1 186 | 52,22 / 100,00  |
|                         | Joaquim Ferreira do Amaral | 944   | 41,57 / 100,00  |
|                         | Fernando Rosas             | 48    | 2,11 / 100,00   |
|                         | António Abreu              | 47    | 2,07 / 100,00   |
|                         | António Garcia Pereira     | 46    | 2,03 / 100,00   |
| Votos Inválidos         | Votos Inválidos            | 38    | 1,65 / 100,00   |
| Total                   | Total                      | 2 309 | 100,00 / 100,00 |
| Eleitorado/Participação | Eleitorado/Participação    | 4 671 | 49,43 / 100,00  |

### Nordeste
| Candidato               | Candidato                  | Votos | %               |
| ----------------------- | -------------------------- | ----- | --------------- |
|                         | Jorge Sampaio              | 1 564 | 63,71 / 100,00  |
|                         | Joaquim Ferreira do Amaral | 779   | 31,73 / 100,00  |
|                         | Fernando Rosas             | 43    | 1,75 / 100,00   |
|                         | António Garcia Pereira     | 38    | 1,55 / 100,00   |
|                         | António Abreu              | 31    | 1,26 / 100,00   |
| Votos Inválidos         | Votos Inválidos            | 45    | 1,80 / 100,00   |
| Total                   | Total                      | 2 500 | 100,00 / 100,00 |
| Eleitorado/Participação | Eleitorado/Participação    | 4 782 | 52,28 / 100,00  |

### Ponta Delgada
| Candidato               | Candidato                  | Votos  | %               |
| ----------------------- | -------------------------- | ------ | --------------- |
|                         | Jorge Sampaio              | 10 260 | 65,63 / 100,00  |
|                         | Joaquim Ferreira do Amaral | 4 574  | 29,26 / 100,00  |
|                         | Fernando Rosas             | 366    | 2,34 / 100,00   |
|                         | António Garcia Pereira     | 256    | 1,64 / 100,00   |
|                         | António Abreu              | 178    | 1,14 / 100,00   |
| Votos Inválidos         | Votos Inválidos            | 341    | 2,14 / 100,00   |
| Total                   | Total                      | 15 975 | 100,00 / 100,00 |
| Eleitorado/Participação | Eleitorado/Participação    | 51 312 | 31,13 / 100,00  |

### Povoação
| Candidato               | Candidato                  | Votos | %               |
| ----------------------- | -------------------------- | ----- | --------------- |
|                         | Jorge Sampaio              | 1 450 | 63,37 / 100,00  |
|                         | Joaquim Ferreira do Amaral | 731   | 31,95 / 100,00  |
|                         | Fernando Rosas             | 48    | 2,10 / 100,00   |
|                         | António Garcia Pereira     | 38    | 1,66 / 100,00   |
|                         | António Abreu              | 21    | 0,92 / 100,00   |
| Votos Inválidos         | Votos Inválidos            | 59    | 2,51 / 100,00   |
| Total                   | Total                      | 2 347 | 100,00 / 100,00 |
| Eleitorado/Participação | Eleitorado/Participação    | 5 365 | 43,75 / 100,00  |

### Ribeira Grande
| Candidato               | Candidato                  | Votos  | %               |
| ----------------------- | -------------------------- | ------ | --------------- |
|                         | Jorge Sampaio              | 4 309  | 68,51 / 100,00  |
|                         | Joaquim Ferreira do Amaral | 1 623  | 25,80 / 100,00  |
|                         | Fernando Rosas             | 178    | 2,83 / 100,00   |
|                         | António Garcia Pereira     | 100    | 1,59 / 100,00   |
|                         | António Abreu              | 80     | 1,27 / 100,00   |
| Votos Inválidos         | Votos Inválidos            | 96     | 1,50 / 100,00   |
| Total                   | Total                      | 6 386  | 100,00 / 100,00 |
| Eleitorado/Participação | Eleitorado/Participação    | 19 828 | 32,21 / 100,00  |

### Santa Cruz da Graciosa
| Candidato               | Candidato                  | Votos | %               |
| ----------------------- | -------------------------- | ----- | --------------- |
|                         | Jorge Sampaio              | 1 021 | 62,91 / 100,00  |
|                         | Joaquim Ferreira do Amaral | 550   | 33,89 / 100,00  |
|                         | António Garcia Pereira     | 26    | 1,60 / 100,00   |
|                         | Fernando Rosas             | 17    | 1,05 / 100,00   |
|                         | António Abreu              | 9     | 0,55 / 100,00   |
| Votos Inválidos         | Votos Inválidos            | 19    | 1,16 / 100,00   |
| Total                   | Total                      | 1 642 | 100,00 / 100,00 |
| Eleitorado/Participação | Eleitorado/Participação    | 3 959 | 41,48 / 100,00  |

### Santa Cruz das Flores
| Candidato               | Candidato                  | Votos | %               |
| ----------------------- | -------------------------- | ----- | --------------- |
|                         | Jorge Sampaio              | 531   | 65,81 / 100,00  |
|                         | Joaquim Ferreira do Amaral | 208   | 25,81 / 100,00  |
|                         | António Abreu              | 35    | 4,34 / 100,00   |
|                         | Fernando Rosas             | 19    | 2,36 / 100,00   |
|                         | António Garcia Pereira     | 13    | 1,61 / 100,00   |
| Votos Inválidos         | Votos Inválidos            | 19    | 2,30 / 100,00   |
| Total                   | Total                      | 825   | 100,00 / 100,00 |
| Eleitorado/Participação | Eleitorado/Participação    | 1 999 | 41,27 / 100,00  |

### São Roque do Pico
| Candidato               | Candidato                  | Votos | %               |
| ----------------------- | -------------------------- | ----- | --------------- |
|                         | Jorge Sampaio              | 859   | 66,08 / 100,00  |
|                         | Joaquim Ferreira do Amaral | 374   | 28,77 / 100,00  |
|                         | Fernando Rosas             | 28    | 2,15 / 100,00   |
|                         | António Abreu              | 24    | 1,85 / 100,00   |
|                         | António Garcia Pereira     | 15    | 1,15 / 100,00   |
| Votos Inválidos         | Votos Inválidos            | 21    | 1,59 / 100,00   |
| Total                   | Total                      | 1 321 | 100,00 / 100,00 |
| Eleitorado/Participação | Eleitorado/Participação    | 2 832 | 46,65 / 100,00  |

### Velas
| Candidato               | Candidato                  | Votos | %               |
| ----------------------- | -------------------------- | ----- | --------------- |
|                         | Jorge Sampaio              | 977   | 51,72 / 100,00  |
|                         | Joaquim Ferreira do Amaral | 798   | 42,24 / 100,00  |
|                         | Fernando Rosas             | 60    | 3,18 / 100,00   |
|                         | António Garcia Pereira     | 31    | 1,64 / 100,00   |
|                         | António Abreu              | 23    | 1,22 / 100,00   |
| Votos Inválidos         | Votos Inválidos            | 27    | 1,41 / 100,00   |
| Total                   | Total                      | 1 916 | 100,00 / 100,00 |
| Eleitorado/Participação | Eleitorado/Participação    | 4 449 | 43,07 / 100,00  |

### Vila da Praia da Vitória
| Candidato               | Candidato                  | Votos  | %               |
| ----------------------- | -------------------------- | ------ | --------------- |
|                         | Jorge Sampaio              | 4 048  | 63,33 / 100,00  |
|                         | Joaquim Ferreira do Amaral | 2 078  | 32,51 / 100,00  |
|                         | Fernando Rosas             | 131    | 2,05 / 100,00   |
|                         | António Garcia Pereira     | 86     | 1,35 / 100,00   |
|                         | António Abreu              | 49     | 0,77 / 100,00   |
| Votos Inválidos         | Votos Inválidos            | 89     | 1,38 / 100,00   |
| Total                   | Total                      | 6 481  | 100,00 / 100,00 |
| Eleitorado/Participação | Eleitorado/Participação    | 16 817 | 38,54 / 100,00  |

### Vila do Porto
| Candidato               | Candidato                  | Votos | %               |
| ----------------------- | -------------------------- | ----- | --------------- |
|                         | Jorge Sampaio              | 1 119 | 76,33 / 100,00  |
|                         | Joaquim Ferreira do Amaral | 281   | 19,17 / 100,00  |
|                         | Fernando Rosas             | 37    | 2,52 / 100,00   |
|                         | António Garcia Pereira     | 19    | 1,30 / 100,00   |
|                         | António Abreu              | 10    | 0,68 / 100,00   |
| Votos Inválidos         | Votos Inválidos            | 13    | 0,88 / 100,00   |
| Total                   | Total                      | 1 479 | 100,00 / 100,00 |
| Eleitorado/Participação | Eleitorado/Participação    | 4 453 | 33,21 / 100,00  |

### Vila Franca do Campo
| Candidato               | Candidato                  | Votos | %               |
| ----------------------- | -------------------------- | ----- | --------------- |
|                         | Jorge Sampaio              | 2 193 | 70,67 / 100,00  |
|                         | Joaquim Ferreira do Amaral | 759   | 24,46 / 100,00  |
|                         | Fernando Rosas             | 69    | 2,22 / 100,00   |
|                         | António Garcia Pereira     | 47    | 1,51 / 100,00   |
|                         | António Abreu              | 35    | 1,13 / 100,00   |
| Votos Inválidos         | Votos Inválidos            | 45    | 1,43 / 100,00   |
| Total                   | Total                      | 3 148 | 100,00 / 100,00 |
| Eleitorado/Participação | Eleitorado/Participação    | 8 346 | 37,72 / 100,00  |